# Mathis Castro-Ferreira
Mathis Castro-Ferreira (Francia, 13 de enero de 2004) es un jugador profesional francés de rugby que se desempeña en la posición de wing izquierdo en Stade Toulousain, equipo perteneciente a la liga Top 14.

## Carrera
Castro-Ferreira es un jugador de formación francesa (JIFF). Comenzó su carrera deportiva con el equipo SO Maubourguet, en el cual jugó diez temporadas (2008-2018), después pasó a Stade Toulousain, donde lleva jugando seis temporadas.